# Kvucat Kineret
Kvucat Kineret nebo Kineret (Kvucat) též Kineret Kibuc (hebrejsky קְבוּצַת כִּנֶּרֶת, anglicky Kvutzat Kinneret, v oficiálním seznamu sídel Kinneret (Qevuza)) je vesnice typu kibuc v Izraeli, v Severním distriktu, v Oblastní radě Emek ha-Jarden.

## Geografie
Leží v Galileji v nadmořské výšce 163 metrů pod mořskou hladinou u jižního břehu Galilejského jezera, poblíž výtoku řeky Jordán z tohoto jezera, v oblasti s intenzivním zemědělstvím. Západně od obce se zvedá prudký terénní zlom vysočiny Ramat Porija.
Vesnice se nachází cca 8 kilometrů jihovýchodně od města Tiberias, cca 102 kilometrů severovýchodně od centra Tel Avivu a cca 55 kilometrů východně od centra Haify. Kvucat Kineret obývají Židé, přičemž osídlení v tomto regionu je ryze židovské.
Kvucat Kineret je na dopravní síť napojena pomocí dálnice číslo 90.

## Dějiny
Kvucat Kineret byla založena v roce 1908. Podle jiného pramene k založení došlo až roku 1913. Rok 1908 je totiž rokem založení výcvikové farmy Chavat Kineret (חוות כנרת). Tu zřídila pobočka sionistické organizace v Jaffě založená téhož roku. Centrem farmy byla dvoupodlažní zděná budova správce areálu. Podle některých zdrojů už roku 1909 při farmě vznikla vesnice Kvucat Kineret. Roku 1911 byla při farmě zřízena také ženská sekce, která pod vedením Channy Meiselové zajišťovala zemědělský výcvik žen. Jednou z jejích žákyň byla básnířka Rachel Bluwstein.
V listopadu 1913 byl jeden člen osady, Josef Zaltzman, zavražděn místními Araby. Spolu s vraždou Mošeho Barskyho poblíž kibucu Deganija šlo o vážný incident, který šokoval zdejší osadníky.
Po první světové válce zde zůstali jen 2 lidé. Pak je posílila nová osadnická skupina. Trvalé civilní sídlo zde vzniklo roku 1929. Tehdy se osada posunula do nynější polohy.
Během britského mandátu zde bylo jedno z center židovských vojenských jednotek Palmach.
Roku 1949 měl kibuc 553 obyvatel a rozlohu katastrálního území 2 600 dunamů (2,6 kilometru čtverečního).
Ekonomika kibucu je založena na zemědělství a turistice. Na východním okraji obce se při toku řeky Jordán nachází lokalita Jardenit, která je turistickým a náboženským centrem (hromadné křty ve vodách Jordánu).

## Demografie
Obyvatelstvo kibucu Kvucat Kineret je sekulární. Podle údajů z roku 2014 tvořili naprostou většinu obyvatel v kibucu Kvucat Kineret Židé (včetně statistické kategorie "ostatní", která zahrnuje nearabské obyvatele židovského původu ale bez formální příslušnosti k židovskému náboženství).
Jde o menší sídlo vesnického typu se stagnující populací. K 31. prosinci 2014 zde žilo 681 lidí. Během roku 2014 populace stoupla o 2,4 %.
| Rok            | 1948 | 1949 | 1961 | 1972 | 1983 | 1995 | 2001 | 2003 | 2004 | 2005 | 2006 | 2007 | 2008 | 2009 | 2010 | 2011 | 2012 | 2013 | 2014 |
| -------------- | ---- | ---- | ---- | ---- | ---- | ---- | ---- | ---- | ---- | ---- | ---- | ---- | ---- | ---- | ---- | ---- | ---- | ---- | ---- |
| Počet obyvatel | 666  | 553  | 721  | 730  | 753  | 667  | 620  | 619  | 625  | 621  | 621  | 624  | 606  | 618  | 636  | 625  | 659  | 665  | 681  |